# Новозеландский стройный геккон
Новозеландский стройный геккон, или новозеландский живородящий геккон, или новозеландский зелёный геккон, или новозеландский дневной геккон (лат. Naultinus elegans) — вид древесных ящериц семейства Diplodactylidae подотряда гекконообразные, эндемик Новой Зеландии.

## Внешний вид
Длина тела без хвоста этого геккона до 7,5 см. Тело стройное. Хвост длиннее него, цепкий. Конечности достаточно тонкие с цепкими пальцами. Зрачки узкие, щелевидные.
Туловище и хвост имеют светло-зелёную (реже ярко-жёлтую) окраску с белыми, желтоватыми или бледно-розовыми пятнами  или полосами (иногда в тёмном обрамлении), которые проходят вдоль позвоночника. Брюхо бледно зелёное у самок и белое или бледно голубое у самцов. Радужная оболочка глаза оранжево-коричневая. Пасть внутри синего цвета.

## Распространение
Вид распространён на Северном острове Новой Зеландии и на нескольких прибрежных островах.

## Образ жизни
Новозеландский стройный геккон обитает преимущественно в густых зарослях кустарников и в лесах. Предпочитает оставаться в густой листве, но также может быть найден на стволах и на земле. Активен днём. Значительную часть времени греется на солнце. Питается преимущественно мелкими беспозвоночными, но может слизывать нектар с цветков.
Живородящий вид. Спаривание начинается в августе—сентябре. В августе—октябре следующего года самка рождает 2-х детёнышей, которые имеют длину равную примерно 1/3 размера самки. Половой зрелости достигают в 3 года. Продолжительность жизни более 20 лет.